# 7268 Chigorin
7268 Chigorin eller 1972 TF är en asteroid i huvudbältet som upptäcktes den 3 oktober 1972 av den sovjetisk-ryska astronomen Ljudmila Zjuravljova vid Krims astrofysiska observatorium på Krim. Den har fått sitt namn efter schackspelaren Michail Tjigorin.